# (73865) 1997 AW
1997 أي دابليو (ويعرف أيضًا باسم (73865) 1997 أي دابليو وفق تسمية الكوكب الصغير) (بالإنجليزية: 1997 AW)‏ هو كويكب ضمن حزام الكويكبات؛ وترتيبه 73865 من حيث الاكتشاف.
اكتُشف هذا الجُرم الفلكي بواسطة تاكاو كوباياشي في 2 يناير 1997.

## وصلات خارجية
- (73865) 1997 AW في قاعدة بيانات مختبر الدفع النفاث لأجرام النظام الشمسي الصغيرة

- الاكتشاف · مخطط المدار ·  العناصر المدارية · المعلمات المادية

- (73865) 1997 AW على موقع ويكي سكاي: DSS2, SDSS, GALEX, IRAS, Hydrogen α, X-Ray, Astrophoto, Sky Map, Articles and images